# سن-مارسل-داردش
سن-مارسل-داردش (انگلیسی: Saint-Marcel-d'Ardèche) یک کمون در شهرستان آردش فرانسه است.
این کمون یا بخش در سال ۲۰۰۸ دارای ۲٬۴۰۱ نفر جمعیت بوده و مساحت آن ۳۶٫۱۲ کیلومتر مربع است.

## جمعیت

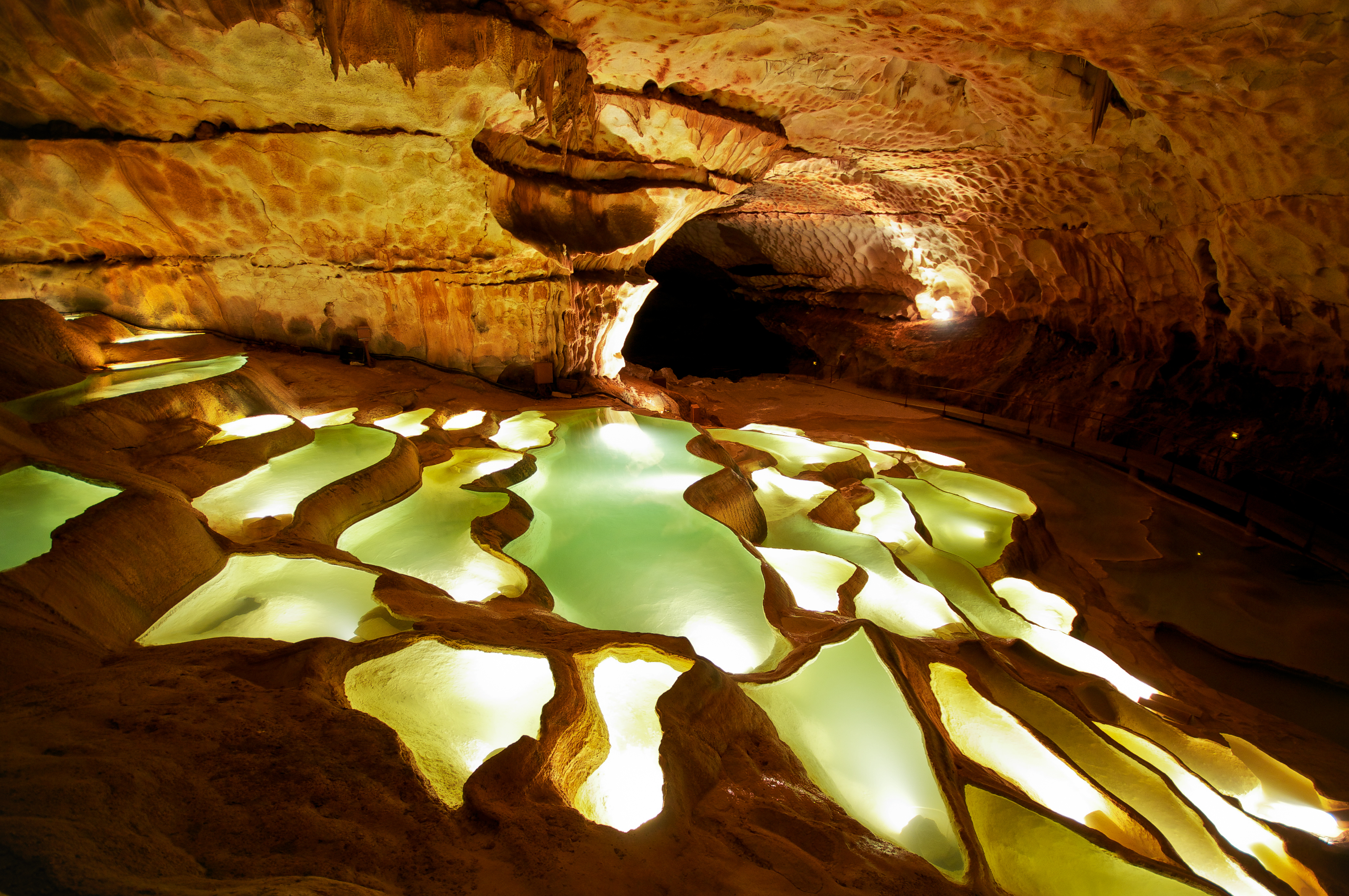
یک غار در نزدیکی سن-مارسل-داردش